# Accettazione dell'eredità
L'accettazione dell'eredità è l'atto di volontà con il quale il delato (colui al quale è stata offerta l'eredità) acconsente a divenire successore dell'ereditando, entrando in possesso della sua quota ereditaria. L'articolo 459 del Codice civile stabilisce chiaramente la completezza della vicenda successoria con l'accettazione.

## Descrizione generale
L'accettazione dell'eredità è atto unilaterale non recettizio, che non esige l'incontro con altra volontà e pertanto produce retroattivamente l'acquisto dell'eredità quale risulta dalla delazione.
La volontarietà dell'atto sta a dimostrare come la successione dell'erede al de cuius non sia automatica e immediata; inoltre, punta l'attenzione verso quel principio fondamentale che è l'irretrattabilità dell'acquisto dell'eredità (semplificata nella frase semel heres, semper heres). L'accettazione di un'eredità potenzialmente perniciosa qualora ne ricorrono i presupposti può essere revocata da parte dei creditori dell'accettante.
Prima di accettare l'eredità il chiamato (all’eredità) può esercitare delle azioni a tutela dei beni ereditari, come gli atti conservativi e può farsi autorizzare dal Tribunale a vendere i beni che non si possono conservare.

## Tipologie
L'art. 474 del Codice civile stabilisce che l'accettazione possa essere espressa o tacita. La prima ipotesi si ha quando il delato dichiari, in un atto pubblico o in scrittura privata, che accetta l'eredità. La forma scritta, in questo caso, è stabilita sotto pena di nullità.
L'accettazione, inoltre può essere pura e semplice, nel caso in cui non si richieda il cosiddetto beneficio d'inventario (un controllo cioè sui beni ereditari). L'accettazione pura e semplice pone il delato di fronte al rischio di ricevere una damnosa hereditas, un'eredità cioè composta, per esempio, solo di debiti. Per ovviare a questo rischio, è ritenuta possibile, e in dati casi obbligatoria, l'accettazione dell'eredità col beneficio di inventario.

### Espressa
L'acquisto della qualità di erede è subordinato all'accettazione. Prima dell'accettazione si parla di chiamato all'eredità e non di erede. Peraltro, l'accettazione retroagisce al momento dell'apertura della successione. Una volta acquisita con l'accettazione la qualifica di erede non è più possibile dismetterla, in ossequio al brocardo latino semel heres, semper heres.

### Tacita
L'accettazione tacita, invece, si esprime da parte del delato attraverso atteggiamenti e azioni che potrebbe compiere solo in qualità di erede, e che quindi implicano una sua necessaria accettazione dell'eredità. Siamo di fronte, cioè, a dei comportamenti concludenti, che esprimono una chiara volontà da parte del soggetto che li compie.

### Per mezzo di rappresentante
L'accettazione può essere eseguita per mezzo di rappresentante, necessariamente speciale trattandosi di atto eccedente l'ordinaria amministrazione. È discusso se possa essere considerato atto di negotiorium gestio, tuttavia anche chi ne ammette la possibilità, trattandosi di atto eccedente l'ordinaria amministrazione, richiede la ratifica dell'interessato.

## Prescrizione del diritto
Il diritto di accettazione è un diritto indisponibile (il titolare cioè non può disporne, nel senso materiale del termine) e suscettibile di essere trasmesso agli eventuali eredi del delato. Per ragioni di certezza e chiarezza di fronte ad altri soggetti, esso si prescrive in dieci anni (termine ordinario di prescrizione) decorrenti dal giorno di apertura della successione. Nel caso in cui l'apertura della successione sia sottoposta a una condizione (istituzione condizionale), il termine decorrerà dal giorno dell'avveramento della condizione.
Visto l'ampio termine di prescrizione, nel caso in cui sia necessario portare a compimento la successione in tempi brevi, i soggetti interessati possono richiedere all'autorità giudiziaria la fissazione di un termine di decadenza, entro cui cioè il chiamato deve rendere noto se intende accettare l'eredità o rifiutarla. Decorso il termine, il chiamato perde il diritto di accettazione.
L'intera operazione sopra descritta viene detta actio interrogatoria.